# Нагородний знак «За зразкову службу»
Нагородний знак «За зразкову службу» (лит. Pasižymėjimo ženklas «Už pavyzdingą tarnybą») — відомча нагорода Міністерства внутрішніх справ Литовської Республіки.

## Положення про нагороду
| Для співробітників поліції | Для співробітників внутрішньої служби |
| -------------------------- | ------------------------------------- |
|                            |                                       |

|  | 3. Призначення знака: 3.1. Нагородних знаком «За зразкову службу» Міністерства внутрішніх справ нагороджуються співробітники системи внутрішньої служби за бездоганну службу, досягнуті результати в боротьбі зі злочинністю, підтриманні громадського порядку і зміцненні правопорядку, що відслужили в системі внутрішньої служби не менше п'ятнадцяти років. 3.2. Знак вручається указом міністра внутрішніх справ. 3.3 Співробітникам системи внутрішньої служби, нагородженим нагородних знаком «За зразкову службу» видається посвідчення цього знака. 4. Структура знака: 4.1 Нагородний знак Міністерства внутрішніх справ «За зразкову службу» є форми еліпса (довжина 50 мм, ширина 48 мм, висота 8 мм), чотирьох рівнів. Перший рівень — вінок з лаврового листя сріблястого або золотавого кольорів. Другий рівень — опуклий чотирикутний хрест, покритий емаллю темно-синього або світло-зеленого кольору. Третій рівень — восьмикутна зірка сріблястого або золотавого кольору, оточена стрічкою сріблястого або золотавого кольору, на якій написані слова: ЗАКОН. ПРАВНІСТЬ. В ІМ'Я ЛИТВИ (лит. ĮSTATYMAS. TEISĖTUMAS. VARDAN LIETUVOS). Четвертий рівень — державний герб (білий Витязь в червоному полі). Кріплення знака (гайка) — в центрі. 4.2 Співробітникам, які мають звання поліції, вручається знак з лавровим листям сріблястого кольору, чотирикутним хрестом, покритим емаллю світло-зеленого кольору, і восьмикутною зіркою сріблястого кольору. 4.3 Співробітникам, які мають звання внутрішньої служби, вручається знак з лавровим листям золотавого кольору, чотирикутним хрестом, покритим емаллю темно-синього кольору, і восьмикутною зіркою золотавого кольору. |